# Priorato San José
El priorato San José es una circunscripción católica en Argentina, perteneciente a la Fraternidad Sacerdotal San Pío X (FSSPX). Abarca el territorio de las provincias de Mendoza y San Luis, y tiene su sede en Godoy Cruz, Mendoza.

## Organización
La sede del priorato se encuentra en Godoy Cruz, en la Iglesia de Nuestra Señora de la Soledad. El priorato cuenta también con el colegio Santo Domingo Savio y el Convento Santa Teresa de las Hermanas de la Fraternidad. En 2024, se inauguró la nueva capilla San Pío X en Juana Koslay, San Luis.

## Sacerdotes
Actualmente, el priorato cuenta con seis sacerdotes en servicio:
- P. Julio César Coca
- P. Louis Fontaine
- P. Aníbal Götte
- P. Jaime Mayol
- P. Marcelo Oliveira Jiménez
- P. Mario Trejo (Prior)

## Fieles
Siguiendo estrictamente los valores y bases morales de la FSSPX, los fieles del priorato poseen un perfil tradicionalista, conservador y antimodernista.
En los últimos años, ha sido notorio el aumento en el número de fieles que asisten al priorato, alcanzando cuatro horarios de misa dominical colmados de fieles. Cabe destacar que entre los fieles abundan las familias numerosas, jóvenes y niños.

## Apostolados y obras de caridad
El priorato cuenta con diversos grupos de apostolado y obras de caridad, dirigidos especialmente a los fieles más jóvenes:
- Cofradía San Esteban: organización de acólitos.[6]
- Cooperadora Santa Teresita.
- Coro San José: coro polifónico y gregoriano.
- Sociedad San Andrés (S.A.S.): agrupación femenina exclusiva para niñas y jóvenes, que tiene como objetivo principal santificar a sus miembros mediante la devoción al Corazón Inmaculado de María.[7] Paralelamente, la sociedad busca fomentar la unión, la amistad y las virtudes cristianas entre sus socias.[7]
- Tercera Orden de San Pío X: agrupación de laicos que buscan la santificación a través del Santo Sacrificio de la Misa, especialmente.[8]